# Heteromysis disrupta
Heteromysis disrupta är en kräftdjursart som beskrevs av Brattegard 1970. Heteromysis disrupta ingår i släktet Heteromysis och familjen Mysidae. Inga underarter finns listade i Catalogue of Life.